# Federació d'Entitats Locals de les Illes Balears
La Federació d'Entitats Locals de les Illes Balears (FELIB) és l'entitat que agrupa als municipis i consells insulars de les Illes Balears per a la defensa dels seus interessos comuns.
Es va constituir el 17 de juny de 1989 a Sineu (Mallorca), i es regula pels seus Estatuts, que foren totalment modificats el 10 d'octubre de 2008. La FELIB està vinculada a la Federació espanyola de municipis i províncies (FEMP) i té representació en el Consell Federal (dos membres).
La FELIB té la seu al carrer del General Riera, número 111, de Palma.

## Membres
Poden ser membres de la FELIB els ajuntaments i consells insulars de les Illes Balears que així ho manifestin. En l'actualitat, en formen part la totalitat dels ens locals de l'arxipèlag, després que el 21 de desembre de 2009 l'Associació de Municipis de les Illes Balears (AMIB) acordàs integrar-se dins la FELIB després de vint anys de separació. Això va suposar la incorporació a aquesta dels municipis de Deià, Escorca, Estellencs, Inca, Llucmajor, Mancor de la Vall, Montuïri, Santanyí i Selva, que fins aleshores pertanyien a l'AMIB.

## Finalitats
Segons l'article 5 dels seus Estatuts, són finalitats de la FELIB:
1. Defensar i promoure els interessos comuns de les entitats associades que la integren, i també fomentar-ne i defensar-ne l'autonomia, en el marc de la Constitució, de l'Estatut d'autonomia de les Illes Balears i del que estableixen els seus Estatuts.
2. Fomentar i defensar la llengua i la cultura de les Illes Balears en la vida local.
3. Promoure estudis sobre problemes i qüestions que afectin les entitats associades.
4. Difondre el coneixement de les institucions municipals i insulars, i també estimular que els ciutadans participin en l'activitat local.

## Organització
La FELIB s'estructura en tres òrgans principals: l'Assemblea, la Comissió Permanent i el Consell Executiu.
- L'Assemblea General és l'òrgan de govern de la Federació d'Entitats Locals de les Illes Balears. La integren tots els seus membres i adopta els acords segons el principi de democràcia interna. L'Assemblea General s'ha de reunir en sessió ordinària una vegada a l'any en el transcurs del primer trimestre.

- El president, els tres vicepresidents, el secretari i la representació dels cinc primers vocals integren la Comissió Permanent. La Comissió Permanent s'ha de reunir una vegada cada mes.

- El Consell Executiu és l'òrgan de representació que gestiona i representa els interessos de la Federació d'acord amb les disposicions i les directives de l'Assemblea General. El componen un president, tres vicepresidents i disset vocals. El Consell Executiu s'ha de reunir en sessió ordinària una vegada cada tres mesos.

A part d'aquests, la FELIB té com a òrgans individuals el President, tres Vicepresidents i una Secretaria General.

## Presidents
| Període   | President                              |
| 1987-1991 | Jaume Ferriol Niell (Independent)      |
| 1991-1995 | Joan Bibiloni Fiol (PPIB)              |
| 1995-1999 | Joan Bibiloni Fiol (PPIB)              |
| 1999-2003 | Margarita Nájera Aranzábal (PSIB-PSOE) |
| 2003-2007 | Carlos Delgado Truyols (PPIB)          |
| 2007-2011 | Joan Ferrà Martorell (PSIB-PSOE)       |
| 2011-2015 | Joan Albertí Sastre (PPIB)             |